# 116ª Squadriglia
La 116ª Squadriglia del Servizio Aeronautico del Regio Esercito fu operativa dal 30 ottobre 1917 con aerei SAML.

## Storia

### Prima guerra mondiale
Nata nell'agosto 1917 al Centro Formazione Squadriglie del Campo di aviazione di Arcade al comando del Capitano Federico Durini che a settembre dispone di 9 SAML al Campo di aviazione di Taliedo per poi spostarsi all'Aeroporto di Taranto-Grottaglie per andare nei Balcani.
Il 17 ottobre parte per la Campagna di Albania raggiungendo il 30 ottobre Valona prendendo il posto 34ª Squadriglia nell'VIII Gruppo (poi 8º Gruppo Volo).
In novembre è a Krionero (a 4 km di Valona) con 8 SAML, 8 piloti e 9 osservatori e nel 1917 svolge 19 voli di guerra.
Il 18 gennaio 1918 partecipa con i Caproni Ca.33 della 11ª Squadriglia con 7 SAML al bombardamento di accampamenti a sud di Lushnjë ed anche il 4 febbraio a Metalli (vicino a Kallmet i Madh).
Il 10 febbraio attaccano accampamenti a Zhupan vicino a Fier ed a marzo il comando interinale passa al Cap. osservatore Luigi Longatti.
Riceve poi altri 4 SAML ed il 16 maggio 5 aerei bombardano il nemico a Costanza (Romania).
A maggio riceve 7 Ansaldo S.V.A. S.V.A.3 Ridotti che non diventano operativi perché difettosi, 2 Pomilio PD doppio comando e 7 Pomilio PE.
A giugno il comando passa al Cap. Vittorio Sisto ed il 25 giugno 3 aerei bombardano Fier.
Dal 12 luglio i SAML sono sostituiti dai Pomilio PE e dall'Italia mandano altri 7 S.V.A.3.
Il 22 luglio 2 Pomilio ed un SAML partecipano al bombardamento a nord di Berat ed il 20 agosto 4 aerei concorrono ad attaccare Gostimë.
Nella Campagna il reparto ha svolto 152 ricognizioni, 47 tentate ricognizioni, 35 bombardamenti, 7 mitragliamenti e 3 crociere ed alla fine della guerra era al comando interinale del Tenente Alessandro Marino che disponeva di un SAML, 8 Pomilio PE e 3 SVA biposti.
A dicembre è ancora a Valona con Sisto ed al 20 aprile 1919 disponeva di 1 PD, 7 PE, 2 SAML e 10 SVA.
Viene sciolta il 10 ottobre 1919 lasciando una Sezione nella Squadriglia Mista di Valona.

### Il dopoguerra
Il 1º marzo 1932 è nel 71º Gruppo Volo di Roma sugli IMAM Ro.1 della Regia Aeronautica e dal 4 aprile successivo entra nel 21º Stormo dell'Aeroporto di Gorizia.
Da giugno 1932 va all'Aeroporto di Gorizia.

### Guerra d'Etiopia
Il 23 agosto 1935 la 116ª Squadriglia da osservazione aerea si trasferisce presso l’aeroporto di Capodichino nell'ambito della Guerra d'Etiopia; il 30 agosto la squadriglia parte per Massaua; dove giunge il 6 settembre; cominciano le operazioni di montaggio dei 10 Ro.1; il 4 ottobre il reparto esegue il primo volo di guerra con compiti di osservazione. 
Nell'ottobre 1935 la squadriglia del campo di Otumlo (poi Aeroporto Internazionale di Massaua) è nel Comando III Brigata aerea AO ed ha una Sezione nel Comando Aviazione di Assab.
Dal 1º novembre l'unità risulta inquadrata nel I Gruppo.
Al 15 gennaio 1936 è nel I Gruppo dell'Aeroporto di Macallè.

### Africa Orientale Italiana
Al 15 luglio 1936 è nel II Gruppo da RT di Adi Ugri nell'ambito dell'Africa Orientale Italiana.
La squadriglia viene sciolta nel settembre 1936 ma al 1º ottobre successivo è ancora operativa nel XLIX Gruppo autonomo del Comando settore aeronautico nord di Asmara.
Il 1º settembre 1935 rinasce la 116ª Squadriglia bis da O.A. a Gorizia e nell'agosto 1936 passa sugli IMAM Ro.37.
Dal 15 settembre 1939 passa con il 71º Gruppo al 22º Stormo O.A. di Udine.

### Seconda guerra mondiale
Al 10 giugno 1940 la 116ª Squadriglia Ricognizione volava con 10 Ro.37 bis a Gorizia nel 71º Gruppo del 22º Stormo Osservazione Aerea a supporto della 2ª Armata nell'Aviazione Ausiliaria per l'Esercito. 
Dal maggio 1942 sino al 21 gennaio 1943 era nel 71º Gruppo Autonomo Osservazione Aerea del Corpo di spedizione italiano in Russia.
La squadriglia seguì le sorti dell'8ª Armata (Regio Esercito) venendo obbligata alla ritirata fino al 21 gennaio 1943, partendo quindi per Odessa prima di rientrare in Italia. 
All'8 settembre 1943 era nel 71º Gruppo dell'Aeroporto di Venaria Reale con 3 Br 20 per Aviazione Ausiliaria per l'Esercito.